# Christchurch-i repülőtér
A Christchurch-i repülőtér (IATA: CHC, ICAO: NZCH) Új-Zéland egyik nemzetközi repülőtere, amely Christchurch közelében található. Éves utasforgalma 5 592 529 fő (2011).

## Futópályák
A repülőtér futópályái:
- 02/20 (3288 m, 45 m, aszfalt)
- 11/29 (1741 m, 45 m, aszfalt)

## Forgalom
Az utasforgalom az elmúlt években az alábbi módon változott:
| Utasok száma | 5 592 529 | 5 485 025 | 5 576 821 | 6 439 703 | 6 444 524 | 6 732 730 | 6 868 948 | 5 194 982 | 3 705 373 | 4 585 408 |
|              | 2011      | 2012      | 2013      | 2015      | 2016      | 2017      | 2018      | 2020      | 2021      | 2022      |

## Légitársaságok és úticélok
2025-ben a Christchurch-i repülőtérről az alábbi járatok indulnak (Utoljára frissítve: 2025-02-22):

### Személy
| Légitársaság            | Célállomások |
| ----------------------- | --- |
| Air Chathams            | Chatham Islands |
| Air New Zealand         | Auckland, Brisbane, Dunedin, Gold Coast, Hamilton, Hokitika, Invercargill, Melbourne, Napier, Nelson, New Plymouth, Palmerston North, Queenstown, Rotorua, Sydney, Tauranga, Wellington |
| Cathay Pacific          | Szezonális: Hong Kong |
| China Southern Airlines | Szezonális: Guangzhou |
| Emirates                | Dubai–International, Sydney |
| Fiji Airways            | Nadi |
| Jetstar                 | Auckland, Cairns (kezdődik 2025 április 2-től), Gold Coast, Melbourne, Wellington |
| Qantas                  | Brisbane, Melbourne, Sydney |
| Singapore Airlines      | Singapore |
| Sounds Air              | Blenheim, Wānaka |
| United Airlines         | Szezonális: San Francisco |

### Cargo
| Légitársaság          | Célállomások                |
| --------------------- | --------------------------- |
| Airwork               | Auckland, Melbourne, Sydney |
| DHL Aviation          | Auckland, Melbourne, Sydney |
| FedEx Express         | Auckland, Melbourne         |
| Parcelair             | Auckland, Palmerston North  |
| Qantas Freight        | Auckland, Melbourne, Sydney |
| Texel Air Australasia | Auckland, Palmerston North  |